# Tolarps gånggrift

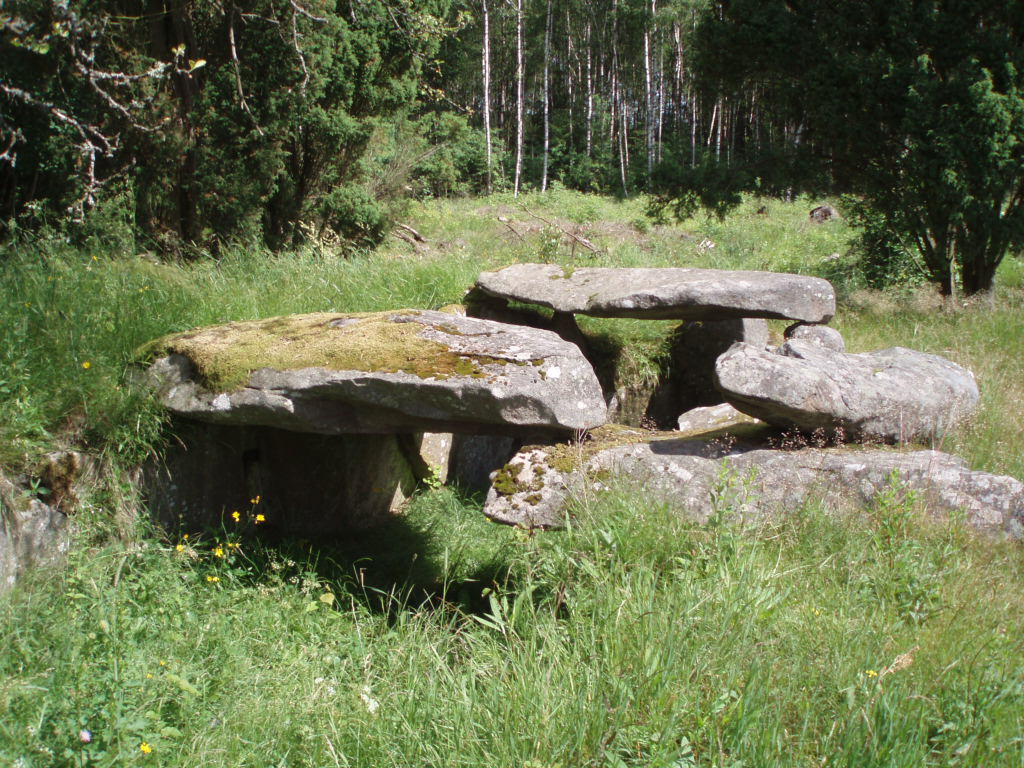
Tolarpsgånggriften mot nordost

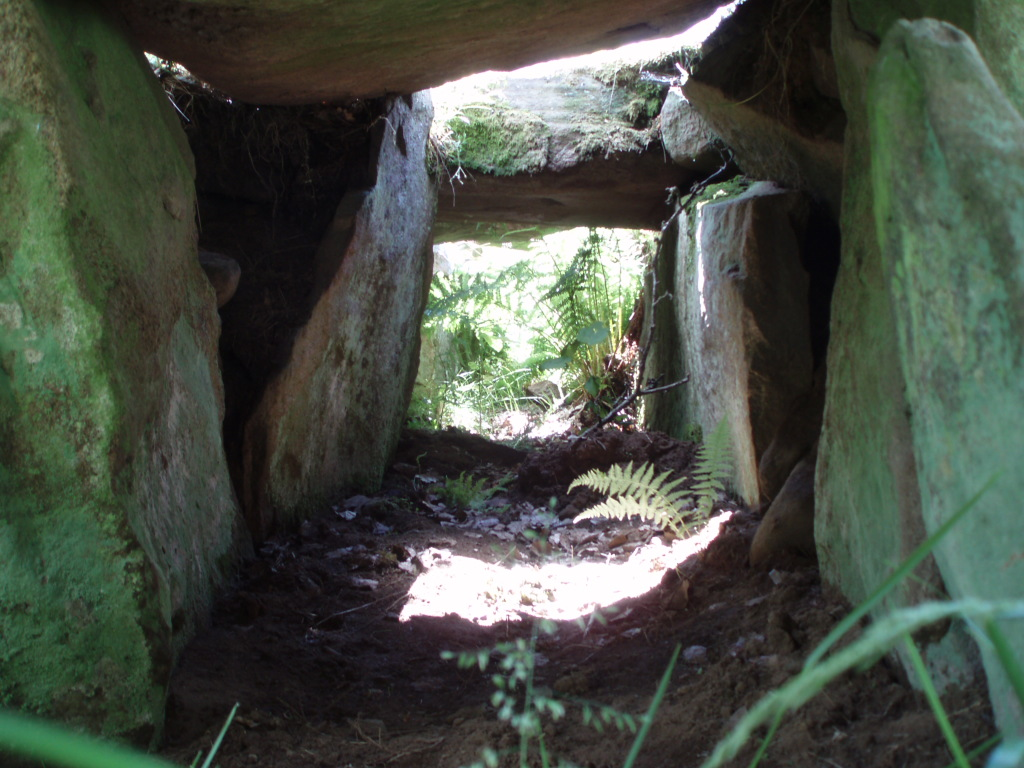
Inne i Tolarpsgånggriften

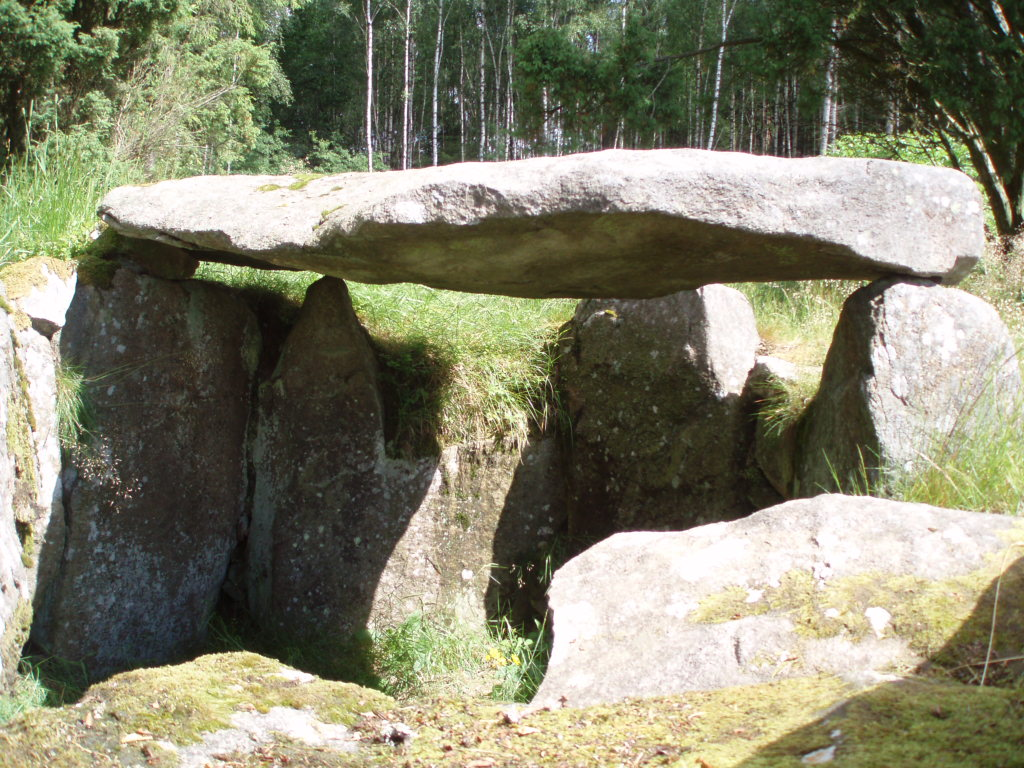
Tolarpsgånggriftens taksten

Tolarps gånggrift i Snöstorps socken invid Fylleån i Halmstads kommun är södra Hallands största stenkammargrav. Den är omkring 5000 år gammal, det vill säga från yngre stenåldern.
Gånggriften saknar flera takhällar. Ursprungligen har graven varit helt täckt av en hög men blottlagts av väder och vind under årens lopp. Högens diameter är 15 meter. Kammaren är tre gånger sju meter och gången är fyra meter lång samt knappt en meter bred och hög. Gånggriften har varit gravplats för flera människor.  
När graven undersöktes 1926 av Folke Hansen hittades smycken av bärnsten, flintspån och krukskärvor från stridsyxekulturen. Flera av de centimeterstora smyckena är kopior av den tidens statusyxor. Utanför graven fann man ett stort antal keramikkärl som forntidens människor sannolikt har använt vid olika slags gravceremonier och offerriter. 

## Ur Halländsk årsbok årgång 1927
Däribland bör kanske främst nämnas den storartade gånggriften vid Tolarp i Snöstorp, vilken är den största hittills påträffade gånggriften av granit i hela vårt land. Det finnes f. ö. endast i Västergötland dylika väldiga gånggrifter, där uppförda av kalksten. Ungefär samtidigt utgrävde folkskolläraren Elof Lindälv en annan gånggrift av betydligt mindre dimensioner i Fjärås socken. På så sätt ökades antalet kända gånggrifter i Halland under år 1927 med två. — Man hade dittills endast kännedom om trenne dylika megalitgravar i vårt landskap. 

## Om Folke Hansen undersökning
Graven undersöktes och restaurerades av Folke Hansen, Lund, 1926. Han fick cykla hela vägen från Lund över Hallandsås till stenkammargraven. Lönen för utgrävningen utgjorde 25 kronor. Detta vittnar om vilka förhållanden den tidens arkeologer arbetade. Flera sidohällar hade fallit omkull vid Hansens ankomst. Stenkammargraven hade använts som avstjälpningsplats efter det att de rovgrävts. (Holger Arbman i forntidskapitlet i Hallands historia, del 1 1954)
Fynden förvaras SHM nr 18 572 med beskrivning.
Gravfynd från en av fil dr Hansen år 1926 undersökt skadad gånggrift, bärnstenspärlor 6 hela och ett stort antal fragment, flintspån och krukskärvor. Dokumentationsbilder i SHM kataloginformation.

## Beskrivning i fornminnesinventeringen
Gånggrift i hög. Högen är 15 m diameter och 1-1.2 meter hög. Något ytskadad, odlingsten påförd i norra och södra kanten.  
Kammaren i högens mitt, är 7 m lång i öst-väst och 3 meter bred. I nordvästra långsidan är 5 hällar, 0.6-1.1 meter breda, 0.1-0.2 meter tjocka och 0.8-1.5 meter höga på insidan, utsidan är i markhöjd. Isydöstra långsidan är 3 hällar, 0.6-1.1 meter breda och 0.1 meter tjocka. Insidans höjd är 0.3-1.4 meter, utsidan är i markhöjd utom på en häll vid nordöstra kanten, som sticker upp 0.3 m över mark. Nordöstra kortsidan har två vinkelställda gavelhällar, 0.7-1 meter breda 1.5 meter hög på insidan, i markhöjd på utsidan. I sydvästra kortsidan finns en gavelhäll, 1.4 m bred och 0.7m på insidan, i markhöjd på utsidan (antagligen felkonstruktion, se Lundborg 1968). Mellan hällarna finns flera mindre stenar. I nordöstra delen fanns tillför någon månad sedan vacker kallmurning, nu raserad av djur eller människor. Över kammaren ligger 2 takblock, 2.5-3 m långa i sydöst-nordväst ca 1.5 m bred och 0.1-0.3 meter tjock.  
Mitt på sydöstra långsidan är gången, 4 meter lång i sydöst-nordväst, 0.7 meter bred och ca 0.7 meter hög. 5 hällar finns i varje långsida (enligt skiss) 0.5-0.7 meter höga. Vid ingången finns en 0.1 meter hög häll av okänd utsträckning. Över gången är 3 takhällar, två av dem är 0.8-1.5 meter långa i nordost-sydväst 0.5-0.7 meter breda och 0.2 meter tjocka. Den tredje hällen, vilken motsvarar en nyckelhäll, är 2x1.5 meter i sydöst-nordväst och 0.3 meter tjock. På denna vilar en av kammarens hällar. Intill och nordöst om denna, gångens största takhäll, en häll,0.7x1.1 meter i nordväst-sydost och 0.3 meter tjock. Över dessa två sistnämnda hällar ligger en häll 1.7m lång i östnordost-västsydväst, 0.5-0.6 meter bred och cirka 0.3 meter tjock. 

## Felrestaurerad
Tolarpsgånggriften var enligt tyske arkeologiprofessorn Ernst Sprockhoff felrestaurerad. Ändstenen i kammarens västra del hade enligt honom sannolikt stått vid dess långsida på den plats, där det nu saknas sidohäll på ett område, som är lika långt, som den aktuella ändstenen.